# Předslav
Předslav è un comune della Repubblica Ceca facente parte del distretto di Klatovy, nella regione di Plzeň.